# Global Biodiversity Information Facility

Офіційні члени або "учасники" GBIF станом на 15 червня 2020 року

Global Biodiversity Information Facility — міжнародна мережа та інфраструктура даних, що фінансується урядами світу і має на меті забезпечити будь-кому і де завгодно відкритий доступ до даних про всі типи життя на Землі. Це дозволяє обмінюватися інформацією про те, де і коли були види записані. Ці знання походять із багатьох джерел, включаючи все: від музейних екземплярів, зібраних у 18-му та 19-му столітті, до фотографій смартфонів із географічними позначками, якими поділилися натуралісти-любителі в останні дні та тижні. Видавці надають відкритий доступ до своїх наборів даних, використовуючи машиночитані позначення ліцензій Creative Commons, що дозволяє вченим, дослідникам та іншим застосовувати дані в сотнях рецензованих публікацій та програмних документах щороку. Багато з цих аналізів, які охоплюють теми від наслідків зміни клімату та розповсюдження інвазійних та чужорідних шкідників до пріоритетів для збереження та охоронних територій, продовольчої безпеки та здоров'я людей, не були б можливими без цього.
1996 року робоча група Меганаукового форуму з біологічної інформатики Організації економічного співробітництва та розвитку (ОЕСР) визначила, що, хоча дослідження зібрали безліч інформації про біорізноманіття та екосистеми, інформація настільки розпорошена й недоступна, що розтрачається марно. GBIF виникла внаслідок рекомендації 1999 року підгрупи з інформатики про біорізноманіття Організації економічного співробітництва та розвитку Меганаукового форуму. У цій доповіді зроблено висновок, що «необхідний міжнародний механізм, щоб зробити дані про біорізноманіття доступними у всьому світі», аргументуючи це тим, що цей механізм може принести багато економічних та соціальних вигод та забезпечити сталий розвиток, надаючи вагомі наукові докази. Цю рекомендацію схвалили міністри науки ОЕСР в 2001 р. GBIF було офіційно створено за допомогою Меморандуму про взаєморозуміння між урядами-учасниками.
Наразі (початок 2021 р.) зареєстровано 101 учасник в 63 країнах (з них 41 країна з правом голосу в діяльності GBIF і 21 країна — асоційований учасник, Китай представлений на Академією наук, Тайвань — Тайванським інформаційним фондом біорізноманіття), понад 2000 постачальників даних, та понад мільярд індивідуальних наборів даних із понад 55 тис. наборів даних. 
Секретаріат GBIF перебуває в Музеї природознавства в Копенгагені, Данія. Секретаріату доручено розробляти, виконувати та звітувати про робочу програму GBIF. Завдання Секретаріату включають: функціонування порталу GBIF та пов'язаної з ним інформатики; координація діяльності мережі, пов'язаної з мобілізацією, публікацією та управлінням даними; моніторинг прогалин даних та використання даних, опосередкованих GBIF, для науки, а також функціонування центральних служб зв'язку та співпраці.
GBIF присуджує престижну щорічну глобальну премію в галузі інформатики про біорізноманіття — премію Еббе Нільсена, а також щорічну Премію молодим дослідникам.